# Astragalus daghdaghabadensis
Astragalus daghdaghabadensis es una especie de planta del género Astragalus, de la familia de las leguminosas, orden Fabales.

## Distribución
Astragalus daghdaghabadensis se distribuye por Irán.

## Taxonomía
Fue descrita científicamente por A. A. Maassoumi. Fue publicada en Iran. J. Bot. 5(1): 13 (1991).